# Selezione maschile di football americano della Costa Rica
La selezione di football americano della Costa Rica è la selezione maggiore maschile di football americano delle varie organizzazioni che si sono succedute nella storia del football americano in Costa Rica. Ad esempio, in passato la rappresentativa è stata una selezione della NTFL, successivamente una selezione della Costa Rica Football League.
Non rappresenta la Costa Rica in nessuna competizione ufficiale organizzata della federazione internazionale IFAF o americana IFAF Americas. In queste competizioni la Costa Rica era rappresentata dalla Nazionale di football americano della Costa Rica selezionata dalla FEFACR.
La Selezione NTFL ha cessato di esistere con la fusione, avvenuta a fine 2016, tra FEFACR e NTFL.

## Dettaglio stagioni

### Amichevoli
| Stagione | Vin | Par | Per | Tot | PF | PS | avversaria                      |
| -------- | --- | --- | --- | --- | -- | -- | ------------------------------- |
| 2015     | 1   | 0   | 0   | 1   | 12 | 8  | Chiriquí Pitbulls               |
| 2016     | 1   | 0   | 0   | 1   | 26 | 18 | Chiriquí Pitbulls               |
| 2019     | 1   | 0   | 1   | 2   | 29 | 30 | North East All Stars, Nicaragua |
| Totale   | 3   | 0   | 1   | 4   | 67 | 56 |                                 |

### Riepilogo partite disputate
| Anno             | Luogo    | Evento         | Fase del torneo | Incontro | Risultato |
| 1º agosto 2015   | David    |                |                 | Chiriquí Pitbulls - Costa Rica NTFL | 8 - 12    |
| 23 luglio 2016   | Bugaba   |                |                 | Chiriquí Pitbulls - Costa Rica NTFL | 18 - 26   |
| 18 maggio 2019   | San José | Tropic Bowl IX |                 | Costa Rica CRFL - North East All Stars | 0 - 8     |
| 14 dicembre 2019 | Diriamba | Latino Bowl    |                 | Nicaragua - Costa Rica CRFL | 22 - 29   |
| 12 dicembre 2020 | San José | Pura Vida Bowl |                 | Costa Rica CRFL - [[Selezione maschile di football americano Template:Naz/USA selezione\|Template:Naz/USA selezione]] [[File:Template:Naz/USA selezione\|class=noviewer\|Template:Naz/USA selezione (bandiera)\|20x16px]] Team America |           |